# Fannia tuberosa
Fannia tuberosa is een vliegensoort uit de familie van de Fanniidae. De wetenschappelijke naam van de soort is voor het eerst geldig gepubliceerd in 1845 door Curtis.